# Margarida Vila
Margarida Vila (La Pobla de Claramunt, fl. 15?? – 16??) va ser una llevadora i oracionera catalana, amb fama de tenir poders màgics i poder curar el mal físic, la qual cosa li acostumava a proporcionar alguns ingressos extres per sobreviure. El 1607 va ser acusada de bruixeria i jutjada pel tribunal Batllia d'Igualada. Vila havia de protegir-se del rebuig que la major part de la societat del seu temps sentia envers les dones com ella. Tot i això, quan algú emmalaltia, els familiars o amics de la persona malalta la feien avisar. A vegades com a últim recurs, quan els metges havien previst un desenllaç fatal o no sabien quin mal tenia la persona. Aleshores, pregaven a Vila perquè els fes algun ungüent o algunes oracions. Va ser així, que Margarida Roca, del mas Vilella o Roca de la Costa, d'Òdena, la va fer avisar.
El fill de Margarida Roca, Gaspar, de 7 anys, va emmalaltir sobtadament. Els metges no van saber que li passava però van predir la mort del nen. Aleshores, Margarida Roca va demanar a Margarida Vila que anés a veure el nen i pregués al seu costat. Finalment, el nen va morir. Dies després, quan Gaspar ja havia estat enterrat, Margarida Vila va tornar a la casa d’en Roca i li va dir que el seu fill havia mort perquè havia estat embruixat i que a l'entorn d’Igualada hi havia 22 bruixes i 1 bruixot. Amb tot, Margarida Roca va acabar responsabilitzar a Margarida Vila de la mort i la va denunciar per bruixeria. Margarida Vila va ser jutjada pel tribunal Batllia d'Igualada. La sentència, però, no consta en el judici. Si hagués estat executada hauria quedat registrat en el llibre d’òbits de la parròquia de la Pobla de Claramunt i aquesta execució no hi figura. En el procés judicial tampoc consta que Vila hagués patit tortures. És possible que finalment hagués estat posada en llibertat, si la base de l’acusació no era ferma o els testimonis van resultar poc convincents.
Entre els anys 1551 i 1614, període històric en que es va produir el judici contra Margarida Vila, estan documentats amb detall més d'un centenar de judicis per bruixeria a Catalunya. A mitjans del segle xvi va tenir lloc la primera gran onada repressiva a les terres centrals i meridionals del Principat, en un context d'epidèmies i carestia. Moltes de les encausades van ser aleshores condemnades a penes de mort.